# Castello di Melfi
Il castello di Melfi è un castello medievale dell'Italia meridionale. La sua fondazione, almeno dagli elementi ancora visibili, risale al periodo normanno ma ha subito diverse modifiche nel corso del tempo, soprattutto in epoca angioina e aragonese.

## Storia

### Il periodo Normanno

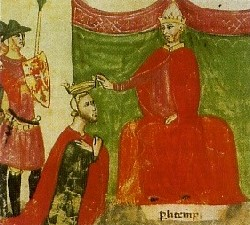
Il papa Niccolò II, durante il primo Concilio di Melfi, nomina Roberto il Guiscardo Duca di Puglia e Calabria.
La vicenda avviene all'interno della Rocca di Melfi, alla base del castello di Melfi.

L'origine del castello di Melfi risale alla fine XI secolo ad opera dei normanni, sorto in posizione strategica che funge da punto di passaggio tra Campania e Puglia. Il suo collocamento era indispensabile per difendersi dagli attacchi esterni e come rifugio per gli alleati. La struttura fu luogo di avvenimenti "storici" durante l'era normanna.
A Melfi, capitale della contea di Puglia, si tennero cinque concili ecumenici, organizzati da cinque diversi pontefici tra il 1059 e il 1137. Nell'estate del 1059, papa Niccolò II soggiornò nella rocca fortificata e fu al centro di importanti avvenimenti: in giugno stipulò il trattato di Melfi, poi, dal 3 agosto al 25 agosto celebrò il concilio di Melfi I ed infine con il concordato di Melfi riconobbe i possedimenti conquistati dai Normanni. Il papa nominò Roberto il Guiscardo duca di Puglia e Calabria. La città di Melfi,  passava un periodo fulgido della storia: in tale circostanza fu promossa a Capitale del Ducato di Puglia e Calabria. Roberto il Guiscardo, per sposare Sichelgaita di Salerno vi mandò in esilio la prima moglie Alberada di Buonalbergo.
Nel castello di Melfi furono organizzati altri Sinodi: il papa Alessandro II dal primo agosto 1067 presiedette il concilio di Melfi II; ricevette il Principe longobardo di Salerno, Gisulfo II, e i fratelli Roberto il Guiscardo e Ruggero I di Sicilia. Nel corso del concilio di Melfi III, nel 1089, il papa Urbano II indisse la prima crociata in Terra Santa, poi Pasquale II nel 1101 convocò il concilio di Melfi IV ed infine papa Innocenzo II nel 1137 celebrò il concilio di Melfi V, ultimo della serie. Vi fu anche nel 1130 un concilio di Melfi non riconosciuto dalla Chiesa, perché organizzato dall'antipapa Anacleto II, che istituì il regno di Sicilia.

### Il periodo Svevo
Con la venuta degli svevi, Federico II diede grande importanza al castello di Melfi e ne apportò alcuni restauri. Nel 1231, il maniero fu il luogo di promulgazione delle costituzioni di Melfi, codice legislativo del regno di Sicilia, alla cui stesura parteciparono Federico II assieme a persone come il suo notaio Pier della Vigna ed il filosofo e matematico Michele Scoto. La struttura fu anche deposito delle tasse riscosse in Basilicata e prigione, ove tra i vari detenuti ci fu anche il saraceno Othmàn di Lucera, che nel 1240 fu costretto a pagare 50 once d'oro al giustiziere di Capitanata per ritornare in libertà. Nel 1232, Federico II ospitò al castello il marchese di Monferrato e la nipote Bianca Lancia, che divenne sua moglie e da cui ebbe il figlio Manfredi. Nel 1241, il sovrano svevo rinchiuse nell'edificio due cardinali e vari vescovi francesi e tedeschi, che avrebbero dovuto far parte di un concilio papale che prevedeva la sua destituzione.

### Il periodo Angioino e periodi successivi
Con la caduta degli svevi e l'arrivo dei nuovi dominatori angioini, il castello di Melfi subì massicci ampliamenti e restaurazioni, oltre ad essere eletto da Carlo II d'Angiò residenza ufficiale di sua moglie Maria d'Ungheria nel 1284. Fu ancora soggetto a modifiche nel cinquecento sotto il governo aragonese e divenne proprietà prima degli Acciaiuoli, poi dei Marzano, dei Caracciolo ed infine dei Doria, ai quali appartenne fino al 1950. Il castello dovette subire due violenti terremoti nel 1851 e nel 1930 ma, a differenza di altri monumenti di Melfi che furono gravemente danneggiati, il castello ne uscì quasi incolume. Al giorno d'oggi, l'edificio ospita il Museo archeologico nazionale del Melfese, inaugurato nel 1976.

## Struttura

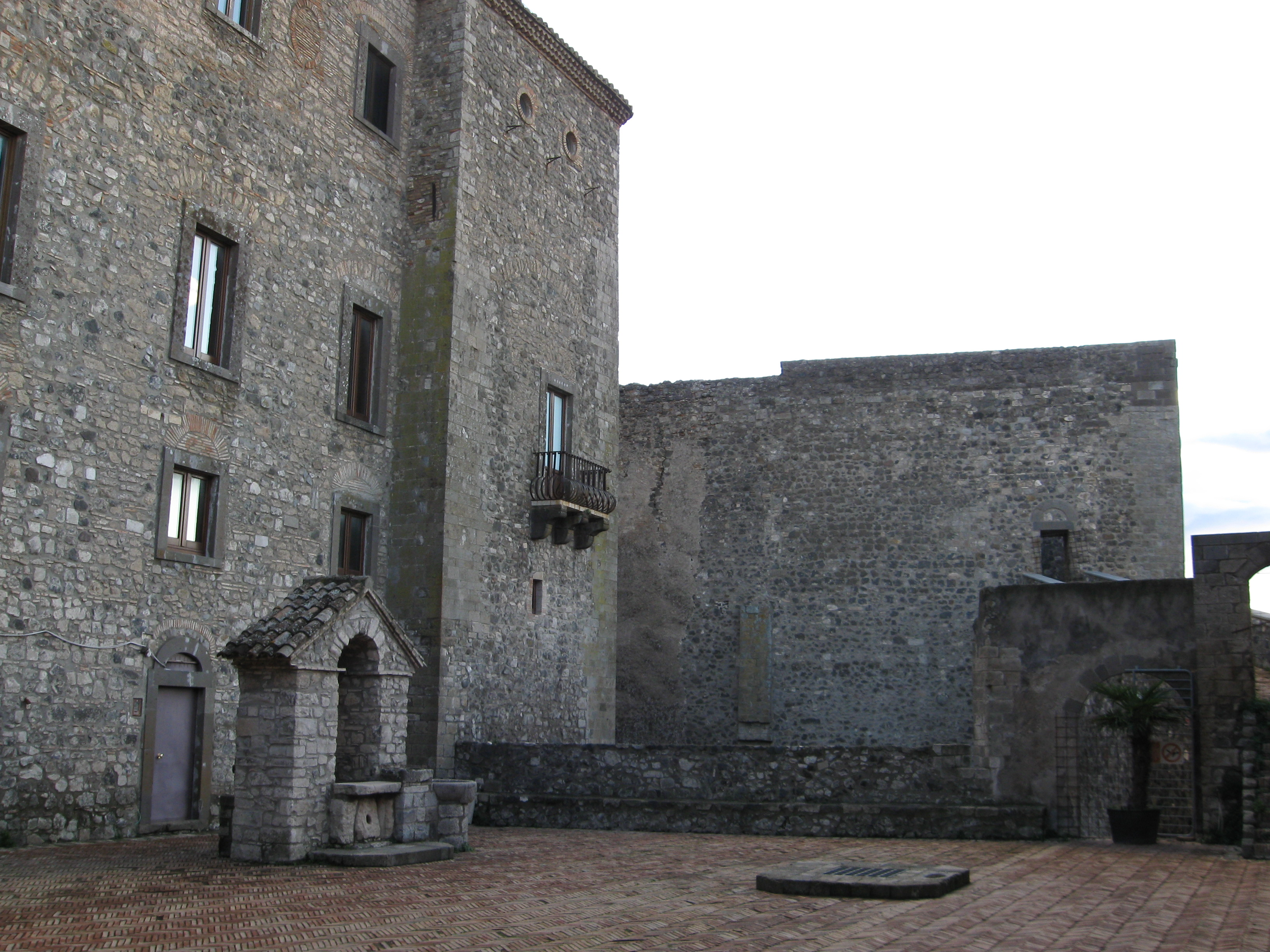
Parte dell'interno del Castello

Il castello di Melfi, avendo riportato numerose fasi costruttive nell'arco dei tempi, presenta una forma architettonica multistilistica, sebbene abbia conservato il suo aspetto prettamente medievale. È composto da dieci torri di cui sette rettangolari e tre pentagonali:
- Torre dell'Ingresso
- Torre dello Stendardo o dei Cipressi
- Torre della Secretaria o Della Terrazza
- Torre del Baluardo del Leone
- Torre dell'Imperatore o dei Sette Venti
- Torre senza nome, restano solo i ruderi
- Torre di Nord Est o Torrita Parvula
- Torre delle Carceri o di Marcangione
- Torre della Chiesa
- Torre dell'Orologio

Il castello di Melfi è formato da quattro ingressi, di cui solo uno è tuttora agibile. Il primo, situato a nord est vicino alla Torre Parvula, era collegato direttamente con la campagna ed è murato; il secondo, anch'esso murato e collocato nei pressi della Torre della Chiesa, si apre nello spalto; il terzo a sud ovest, presente vicino al Baluardo del Leone, era l'ingresso principale nell'epoca angioina e permetteva di raggiungere il fossato e la città. Il quarto, l'unico attivo, fu aperto dai Doria e funge da accesso al paese attraverso un ponte, in tempi remoti levatoio. L'interno, sebbene trasformato dai Doria, tra il XVI ed il XVIII secolo, in un palazzo baronale, conserva ancora alcuni tratti strutturali in stile normanno-svevo.
Oltrepassato il ponte si nota un portale settecentesco che contiene un'epigrafe che rende onore alle gesta di Carlo V d'Asburgo e Andrea Doria. Procedendo si accede al cortile dove è possibile recarsi alle scuderie ed ai cortili "dello Stallaggio" e "del Mortorio", tutte opere angioine realizzate tra il 1278 ed il 1281 per volere di Carlo II d'Angiò. Sempre in stile angioino sono la "Sala del Trono" (che ospita il Museo), innalzata sul lato settentrionale, la sottostante "Sala degli Armigeri". Da menzionare anche la "Sala delle Scodelle", luogo in cui furono proclamate le costituzioni di Melfi.